# Ananda Sutra
El Ananda Sutra es la escritura básica de un Yoga moderno escrito en sánscrito por Shrii Shrii Anandamurti (1921-1990) en el año 1961. En las mejores tradiciones de literatura sutra, los sutras (ochenta y cinco en número) sirven de manera exhaustiva como un marco para la ideología general del Ananda Marga. Ananda Sutra significa, en parte, "aforismo que conduce a la Dicha Divina". Este sutra ha sido valorado a través de los siglos como una poderosa herramienta para comunicar una filosofía profunda en una forma condensada y memorable. El significado literal de sutra es "amarre", implicando que numerosas joyas del pensamiento pueden ser sujetas en un mismo hilo.
En él, Shrii Shrii Anandamurti ha presentado de manera concisa conceptos originales de metafísica, epistemología, ética y macrohistoria a la humanidad.